# Queue d’Ane
Die Queue d’Ane, manchmal auch Queue d’Âne geschrieben, ist ein kleiner Fluss in Frankreich, der im Département Dordogne in der Region Nouvelle-Aquitaine verläuft. Sie entspringt im Regionalen Naturpark Périgord-Limousin, im Gemeindegebiet von Mialet, entwässert generell nach Süden und mündet nach rund 19 Kilometern bei Saint-Jean-de-Côle als rechter Nebenfluss in die Côle. Ihr durchschnittliches Gefälle beträgt 8,33 m/km.

## Durchflossene Gemeinden
- Im Kanton Thiviers:
  - Mialet (Quelle)
- Im Kanton Périgord Vert Nontronnais:
  - Saint-Saud-Lacoussière
- Im Kanton Thiviers:
  - Saint-Jory-de-Chalais
  - Saint-Martin-de-Fressengeas
  - Saint-Jean-de-Côle (Mündung)

## Verlauf
Die Queue d’Ane entspringt in 303 Meter Höhe etwas westlich vom Weiler Pommerède in unmittelbarer Nähe der D 79, 2,5 Kilometer westlich vom Ortskern von Mialet entfernt. Sie fließt kurz darauf durch das Gemeindegebiet von Saint-Saud-Lacoussière in südlicher Richtung und bildet dann nach zirka 2 Kilometern den Grenzverlauf zu Saint-Jory-de-Chalais. Hier beginnt sie sich tiefer in die Grundgebirgsgesteine einzuschneiden und leicht zu mäandrieren. Nach weiteren 3 Kilometern nimmt sie von rechts den Ruisseau de la Rebière auf. Bei Les Riffes kommt ihr von Nordwest ein weiterer, namenloser rechter Seitenarm entgegen. Ab hier bildet der Fluss die Grenze zwischen Saint-Martin-de-Fressengeas und Saint-Jory-de-Chalais und die Mäander gewinnen an Amplitude. Nach 2,5 Kilometern erreicht sie bei La Brégère aus Westnordwest erneut ein namenloser rechter Seitenbach. Der Fluss bewegt sich jetzt ausschließlich im Gemeindegebiet von Saint-Martin-de-Fressengeas. Kurz vor ihrem Zusammenfluss mit der von links kommenden Côle auf 148 Meter Höhe nimmt die Queue d’Ane noch von rechts den südostwärts entwässernden Ruisseau de la Benché auf.

## Geologie
Die Queue d’Ane verläuft vollständig im metamorphen Grundgebirge des nordwestlichen Massif Central. Ihr Quellgebiet liegt in Glimmerschiefern der Parautochthonen Glimmerschiefereinheit, denen sie auf rund 7,5 Kilometern bis kurz hinter Vieille Abbaye folgt. Sie trifft dann auf strukturell höher liegende Gesteine der Unteren Gneisdecke. Zu anfangs durchquert sie die miteinander abwechselnden Orthogneise und Leptynite des Dronne-Bogens, ehemalige subalkalische Leukogranite und deren Arkosen. Sie durchquert dann die für die untere Gneisdecke typischen Paragneise und ab Le Brégère die Leptynite des Suquet-Massivs, ehemalige saure Vulkanite. Es folgen erneut Paragneise und anschließend Leptynite des Bogens von Saint-Yrieix, welche aus ordovizischen Graniten hervorgegangen sind. Nach einer kurzen Passage durch Glimmerschiefer begleiten sie auf den letzten 2 Kilometern recht seltene Peridotite (Serpentinite) des Rebière-Massivs, die aus Harzburgiten hervorgegangen sind. Direkt an der Mündung quert die von Nordosten hereinziehende Randstörung des kristallinen Zentralmassivs mit einem eingeschleppten Glimmerschieferband. Angetroffene Besonderheiten sind ein Lamprophyrgang bei Les Riffes, Pegmatite bei Vauriac und Le Suquet und ehemalige Dolerite (mittlerweile amphibolitisiert) in den Leptyniten des Suquet-Massivs. Die Foliation der Metamorphite ist generell flach liegend (bis 30°) mit Einfallen im Nordabschnitt nach Ostsüdost und im Südabschnitt nach Südost.
Der Fluss hat sich gegenüber dem Kristallin um bis zu knappe 100 Meter eingeschnitten. Ab Vielle Abbaye werden die Talniederungen von rezenten Alluvialsedimenten verfüllt.

## Hydrologie

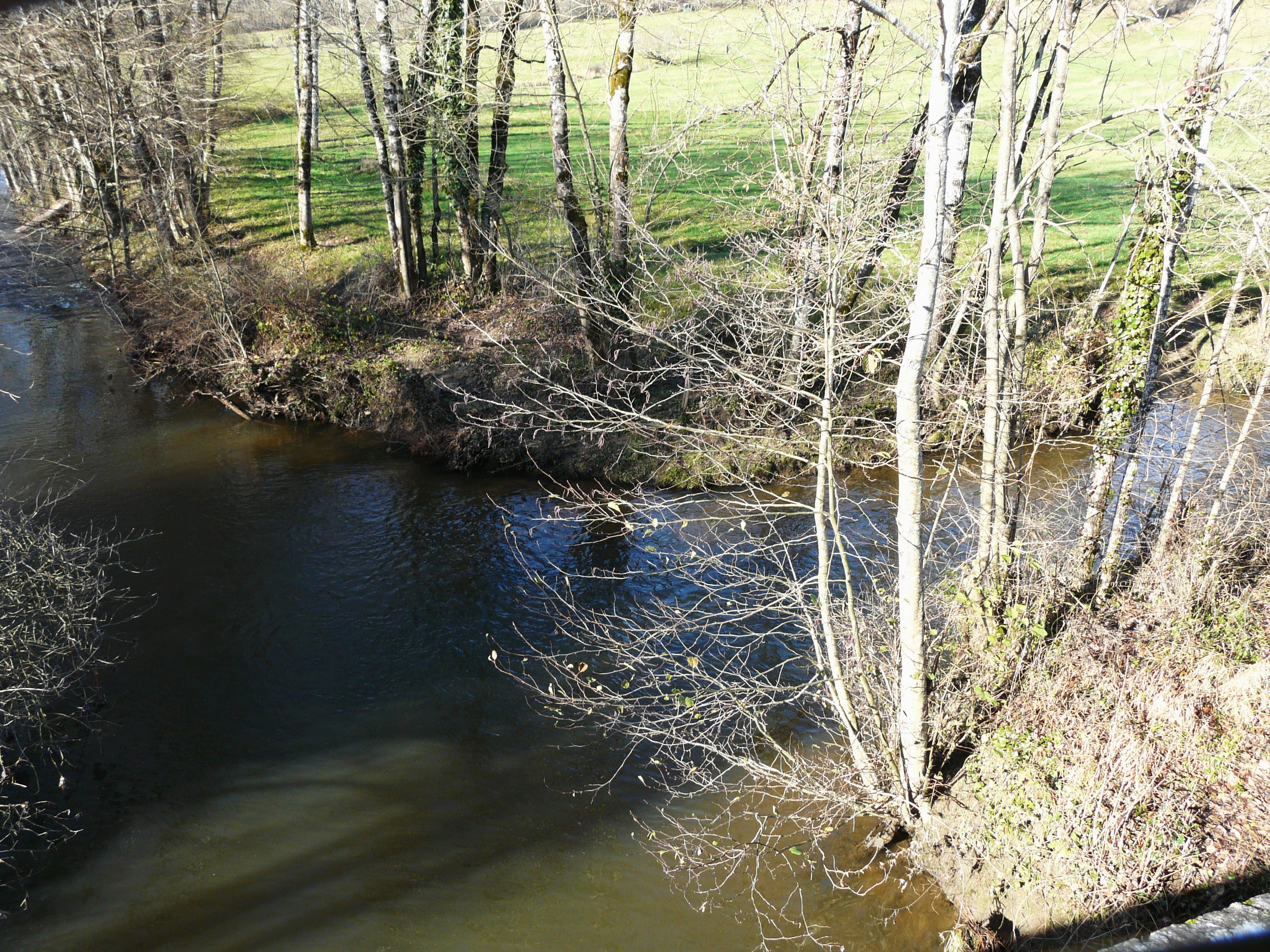
Der Zusammenfluss von Côle und der von rechts kommenden Queue d’Ane

Das Einzugsgebiet der Queue d’Ane ist 47 Quadratkilometer groß. Ihr durchschnittliches Gefälle beträgt 8,33 Meter pro Kilometer.

## Ökologie
Das Tal der Queue d’Ane wurde in seiner Gesamtheit als Ökotop erster Ordnung unter Schutz gestellt (franz. ZNIEFF – zone naturelle d’interêt faunistique et floristique). Die Flora weist zum Teil in den Schluchtstandorten einige recht seltene Arten auf, die bereits der alpinen Stufe zuzurechnen sind. Das Tal ist insgesamt noch in einem sehr ursprünglichen und naturbelassenen Zustand und hat von Saint-Martin-de-Fressengeas abgesehen (das einen Kilometer weiter westlich liegt) keine nennenswerten Ansiedlungen.

## Sehenswürdigkeiten
- Das ehemalige Kloster Peyrouse im Gemeindegebiet von Saint-Saud-Lacoussière.
- Die Höhle von Les Fraux (Gemeinde Saint-Martin-de-Fressengeas) mit prähistorischen Ritzzeichnungen und Funden aus der Bronzezeit.
- Die romanische Ortskirche von Saint-Martin-de-Fressengeas aus dem Zwölften Jahrhundert.
- Der Metaharzburgit von La Rebière, ein sehr seltenes Mantelgestein.